# Petit-Val
Petit-Val je obec v okrese Bernský Jura v kantonu Bern ve Švýcarsku. Žije zde 426 obyvatel.
Obec Petit-Val vznikla 1. ledna 2015 sloučením dříve samostatných obcí Châtelat, Monible, Sornetan a Souboz. Sídlem obecní správy je Souboz.

## Obyvatelstvo
Ve sloučené obci žije celkem asi 400 obyvatel. Tyto čtyři obce patřily již před sloučením k nejmenším v kantonu, zejména Monible, která byla na konci roku 2013 s 36 obyvateli nejmenší obcí kantonu.